# Premier van Turkije

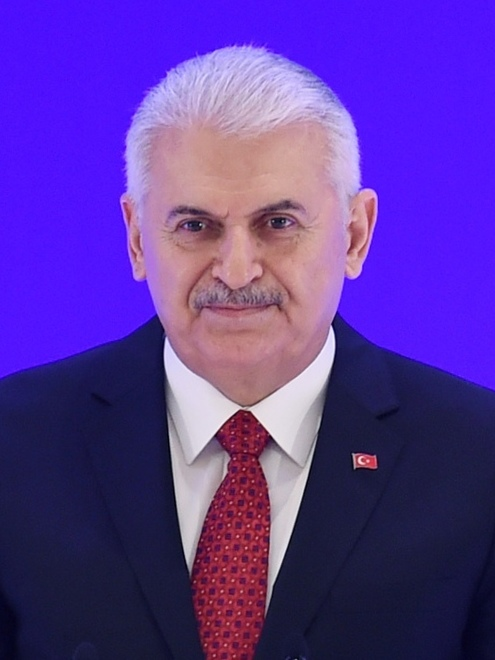
De laatste premier, Binali Yıldırım (2016-2018)

De premier van Turkije was van 1923 tot 2018 het regeringshoofd van Turkije. Hij of zij moest het vertrouwen van het parlement genieten om het ambt te kunnen blijven bekleden. De premier was het hoofd van het kabinet en benoemde de ministers. Ook had de premier de macht om het parlement te ontbinden en daarmee nieuwe verkiezingen uit te schrijven, die hij of zij verplicht was binnen vier jaar na de vorige verkiezingen te houden. Een premierstermijn bedroeg vier jaren, waarna de premier herkozen kon worden. Een premier kon een onbeperkt aantal keren herkozen worden.
Na een volksraadpleging in april 2017 werd een grondwetswijziging goedgekeurd waarmee het parlementair systeem in Turkije vervangen werd door een presidentieel systeem. Hierdoor werd het ambt van premier opgeheven en vervangen door het vicepresidentschap. De veranderingen werden van kracht in juli 2018. De laatste drie premiers van Turkije waren Recep Tayyip Erdoğan (2003-2014), Ahmet Davutoğlu (2014-2016) en Binali Yıldırım (2016-2018), alle drie leden van de Partij voor Rechtvaardigheid en Ontwikkeling.

## Taken en bevoegdheden

### Voorzitter van de ministerraad
De premier beschikte volgens de grondwet voor de ministerraad over een aantal bevoegdheden. Hij stelde onder meer de agenda van de ministerraad vast, zat deze voor en zag toe op de uitvoering van de besluiten. In de ministerraad kon de premier vervangen worden door een vicepremier. Ministers die deze functie bekleedden, deden dat altijd naast hun eigen portefeuille. Gewoonlijk behoorden vicepremiers tot de andere coalitiepartijen. Na afloop van de ministerraadsvergadering gaf de premier of de woordvoerder van het kabinet een toelichting op het kabinetsbeleid en kwam de politieke actualiteit aan de orde.

### Internationale rol
De premier nam uit hoofde van zijn functie deel aan diverse internationale bijeenkomsten en hij onderhield tal van internationale bilaterale contacten. Ook de president van Turkije had deze taken en bevoegdheden.

## Grondwettelijke positie
De grondwettelijke positie van de premier berustte onder andere op artikel 109, 110, 111, 112, 113 en 114 van de Turkse grondwet. Volgens artikel 109 werd een lid van het parlement door de president benoemd tot premier van Turkije. Het was gebruikelijk dat de president de winnaar van de verkiezingen benoemde tot premier.